# História do Texas
A história do Texas, como parte dos Estados Unidos, começa em 1845, mas a ocupação da região data do Período Paleolítico Superior, cerca de 10.000 a.C. Sua história foi formada em volta dos seis países independentes que realizaram sua colonização: Espanha, França, México, a República do Texas, os Estados Confederados da América e os Estados Unidos.

## Colonização espanhola
Anteriormente à chegada dos primeiros exploradores europeus à região, cerca de 30 mil nativos americanos viviam na região que constitui atualmente o Texas. A maioria das tribos indígenas da região eram fazendeiros, que viviam fixamente em uma região, mas outras tribos, especialmente aquelas que viviam nas áridas regiões do Texas, eram nômades, que caçavam búfalos para alimentarem-se.
Exploradores espanhóis começaram a explorar a região no início do século XVI, procurando por riquezas tais como ouro e prata. A maioria dos historiadores acreditam que o primeiro europeu a explorar a região foi o espanhol Alonso Álvarez de Piñeda. Este foi enviado à região pelo governador da Jamaica, então colônia espanhola, em 1519, para exploração e mapeamento do litoral da região. Quase uma década depois, em 1528, uma expedição espanhola liderada por Álvar Núñez Cabeza de Vaca viajou entre o litoral do Texas até uma vila mexicana próxima ao Oceano Pacífico. A expedição tomou um total de oito anos. Cabeza de Vaca e seus homens, ao serem direcionados para a Cidade do México, trouxeram histórias de míticas cidades de grande riqueza, que estariam localizadas ao norte da rota tomada por sua expedição. Estas cidades, segundo Cabeza de Vaca, eram as Siete Ciudades de Cibola.OMG 
O governo colonial espanhol tomou a sério as notícias de Cabeza de Vaca, e organizou várias expedições, partindo da Cidade do México, cujo objetivo era localizar estas cidades. Mas o máximo que estas expedições encontrariam seriam pequenas vilas indígenas, e não as grandiosas cidades descritas por Cabeza de Vaca. De qualquer maneira, tais expedições ajudaram a reforçar as reivindicações espanholas sobre o Texas, bem como as regiões que constituem atualmente os Estados americanos de Nevada e Novo México. Em 1682, os espanhóis construíram os primeiros assentamentos permanentes no Texas, próximos à atual cidade de El Paso.
Três anos depois, o francês René-Robert Cavelier tentou estabelecer um assentamento francês no litoral do Texas, mas tempestades tropicais impediram que Cavelier cumprisse seu objetivo. Porém, Cavelier decidiu explorar o interior do Texas, onde então fundou um assentamento francês, chamado Fort St. Louis. Cavelier continuou a explorar o Texas em buscas de riquezas, mas seus homens rebelaram-se, matando-o. Os homens voltaram para Fort St. Louis, onde ataques indígenas forçaram-nos a recuar. Com os navios de Cavelier destruídos por tempestades e pelos indígenas, os colonos remanescentes foram mortos pelos indígenas - com algumas crianças sendo capturadas pelos indígenas.
Os espanhóis, alarmados pelas explorações de Cavelier, aumentaram o número de expedições na região e fundaram mais assentamentos. Em 1718, construíram o forte de San Antonio de Bexas, que depois seria conhecido como The Alamo. Este forte foi construído para defender uma vila construída também em 1718, que se chamava San Antonio de Valero - que desenvolveria-se na atual cidade de San Antonio. San Antonio tornou-se em 1772 a capital da recém-fundada colônia espanhola de Texas. Em 1793, o Texas tinha uma população de aproximadamente sete mil espanhóis.
Em 1806 militares norte-americanos integrantes da Expedição Pike cujo principal objetivo era explorar e fazer mapas das nascentes do Rio Arkansas e do Rio Vermelho do Sul, ambos afluentes do Rio Mississippi, percorreram o norte do Texas.
Em 1821, o México declarou independência da Espanha. O Texas passou a fazer parte do Império do México, que dois anos depois, em 1823, se tornariam os atuais Estados Unidos Mexicanos.

## O Texas sob controle mexicano

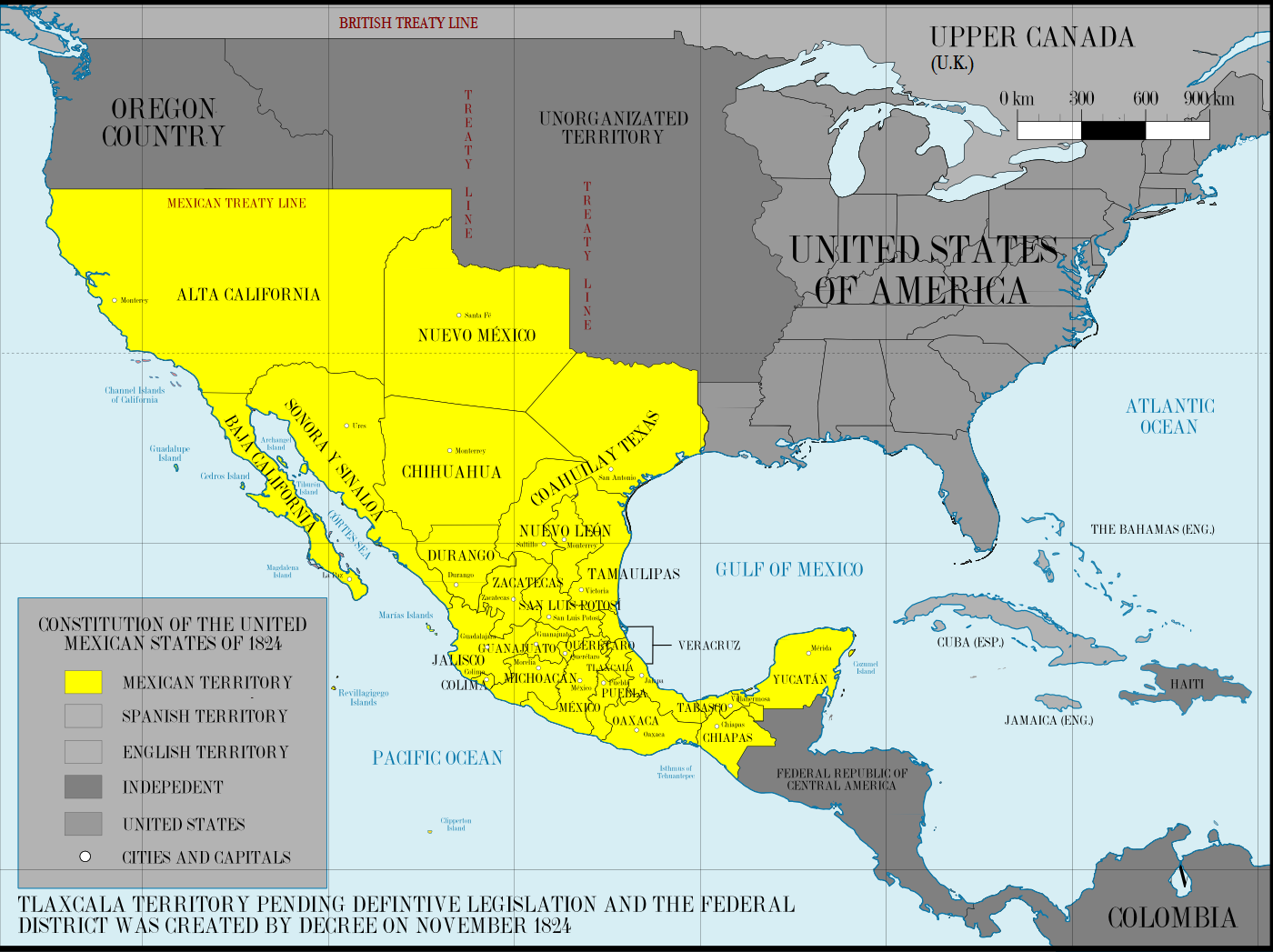
O México em 1824. O Texas fazia parte do México em 1824, ocupando a região Nordeste desse país.

Com o Destino Manifesto e a expansão dos Estados Unidos em direção ao oeste, rumo ao Oceano Pacífico, assentadores americanos passaram a povoar em números cada vez maiores o Texas, então Estado mexicano. O governo mexicano permitiu inicialmente que alguns empresários americanos comprassem terras no Texas. Em 1820, o governo mexicano permitiu que o banqueiro americano Moses Austin estabelecesse uma colônia de americanos no norte do Texas - porém, Moses morreu ainda no mesmo ano. Seu filho, Stephen Austin, continuou com os planos do pai, trazendo 300 famílias americanas ao leste do Texas, tendo fundado as vilas de Washington-on-the-Brazos e Columbus. Outros empresários americanos construíram outras colônias americanas no Estado. No início da década de 1830, o Texas tinha cerca de 30 mil colonos americanos.
Em 1830, o governo mexicano interrompeu a imigração americana rumo ao Texas, fazendo com que relações entre os assentadores americanos e os mexicanos em geral piorassem rapidamente. Em 1834, com a ascensão do ditador Antonio López de Santa Anna ao poder, os colonos americanos rebelaram-se, desencadeando a Revolução do Texas.

## República do Texas

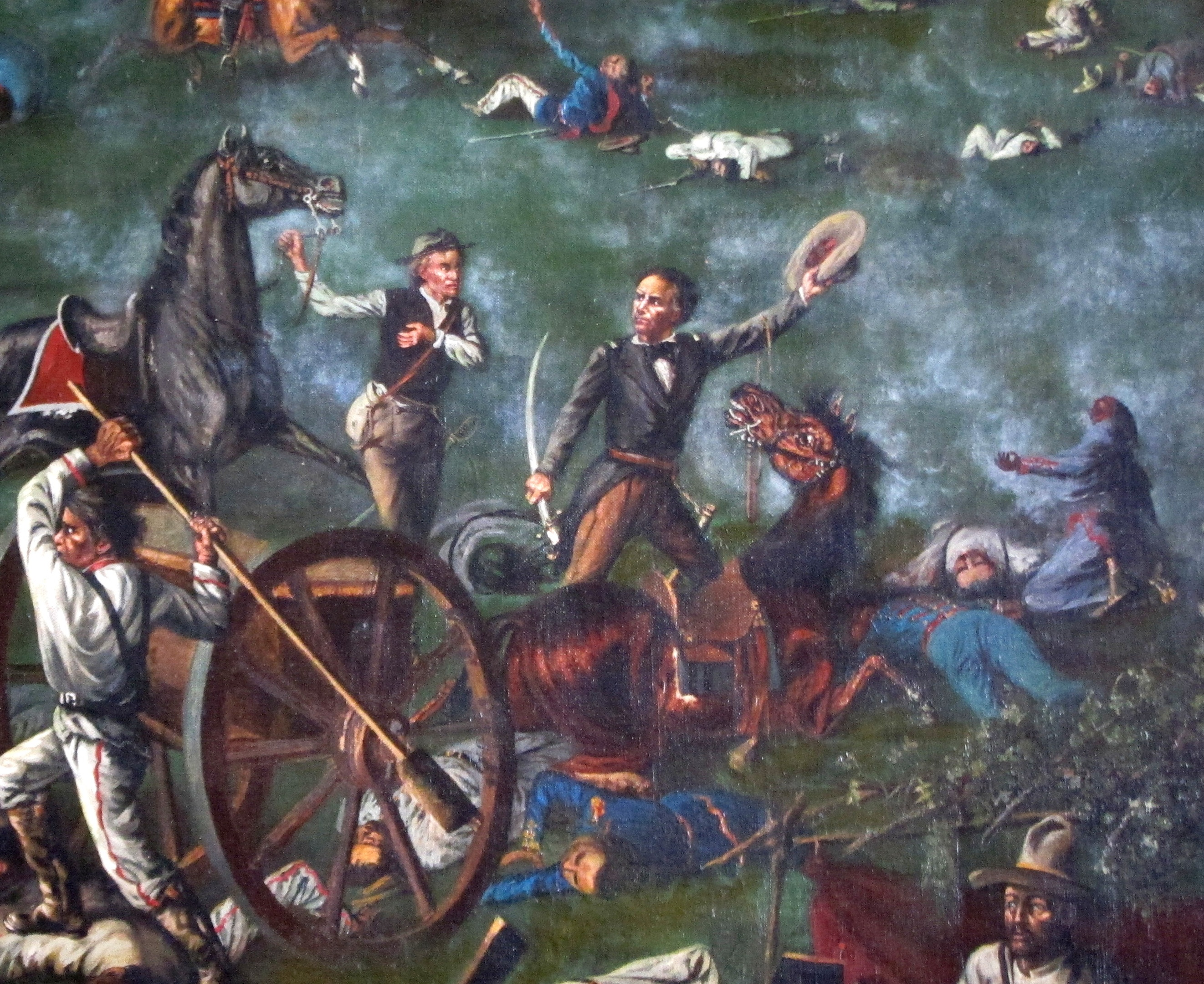
Sam Houston lidera as tropas texanas para a vitória na Batalha de San Jacinto.

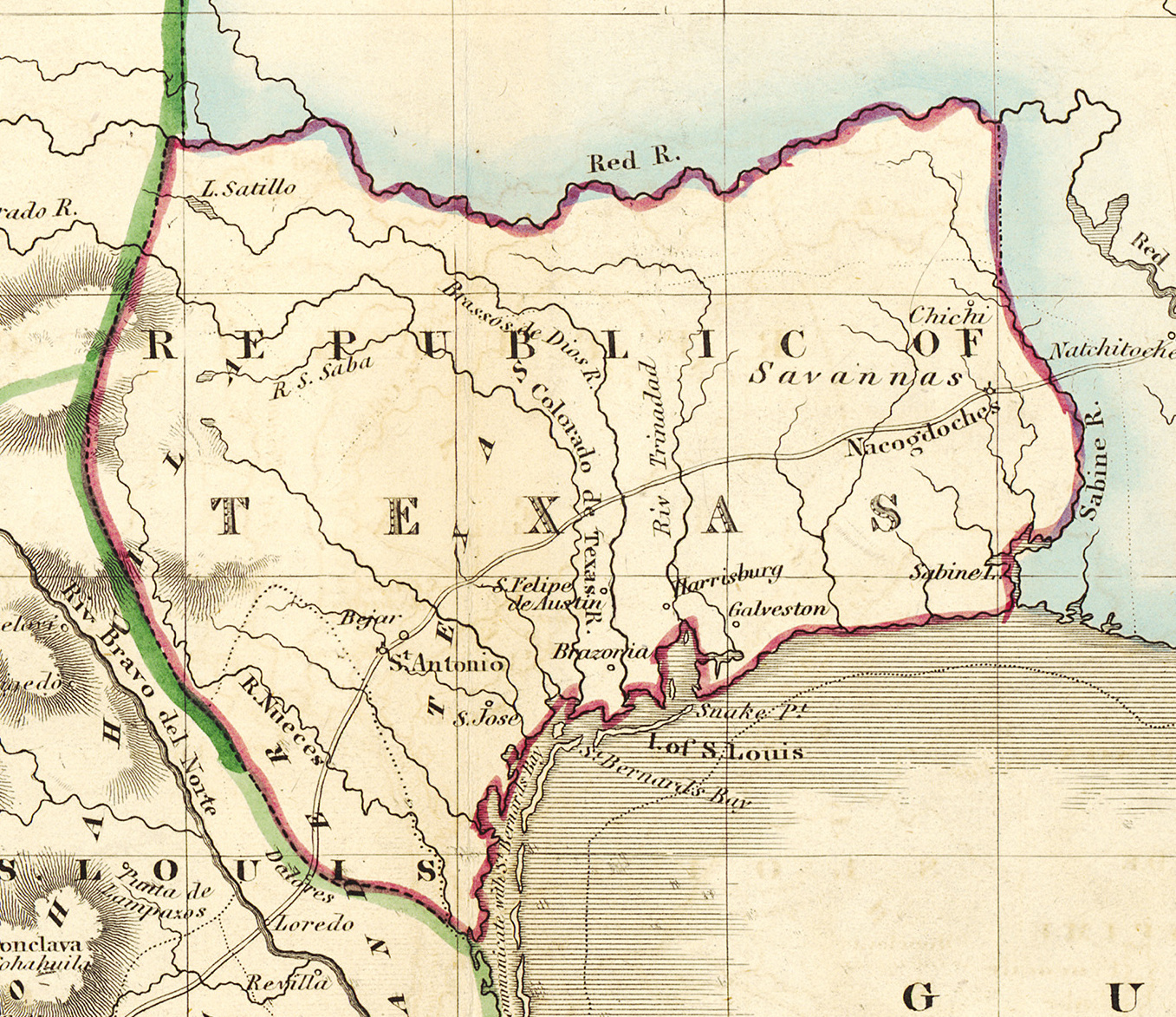
Mapa de Texas em 1836.

Tropas rebeldes invadiram e conquistaram a capital do Texas, em 11 de dezembro de 1835. Essa vitória rebelde alarmou Santa Anna, que criou uma grande força militar. As tropas rebeldes tomaram posições defensivas no forte o Alamo, anteriormente o Forte de San Antonio de Bexar. Uma força mexicana de 1,6 mil soldados atacou o forte em 23 de fevereiro de 1836 - após duas semanas de cerco, as tropas mexicanas haviam matado todos os 250 rebeldes, em 6 de março. Enquanto isto, os rebeldes declararam independência, na cidade de Washington-on-the-Brazos.
Em 27 de março, o general Santa Anna decidiu executar friamente 330 rebeldes, na vila de Goliad, que haviam sido capturados em batalhas anteriores. Inspirados por estas derrotas, e sob o grito de guerra "Lembre o Alamo! Lembre Goliad!", uma força de 800 rebeldes atacou, em 21 de abril, uma das forças de Santa Anna, composta por 1 200 soldados e liderada pelo próprio. Os rebeldes - liderados por Sam Houston, um dos líderes da revolução - venceram a batalha, conhecida como Batalha de San Jacinto, e capturaram Santa Anna, assim garantindo a independência do Texas. Os mexicanos não reconheceram a independência do Texas - que recebeu reconhecimento dos Estados Unidos, do Reino Unido, da França e dos Países Baixos. Em 1839, Austin foi escolhida como a capital definitiva do Texas. Sam Houston e Stephen Austin são considerados os Pais da República do Texas, e, posteriormente, do Estado de Texas. Duas cidades do Estado, Houston - atualmente, a maior cidade do Texas - e Austin - a atual capital do Estado - foram nomeadas em suas homenagens.
A população do Texas escolheu Sam Houston como presidente da nova república. O Texas, então, enfrentava sérios problemas econômicos, além de contínuos, embora pequenos, ataques indígenas e mexicanos. A população do Texas queria que os Estados Unidos anexassem o Texas, uma vez que a maioria da população da república era de ascendência americana. Porém, os Estados Unidos estavam divididos. O Sul dos Estados Unidos queriam que o Texas, uma república escravista, fosse anexado, enquanto que o Norte abolicionista não, porque temia um desbalanceamento do equilíbrio político entre o Norte e o Sul. Além disso, as potências europeias, tais como França e Reino Unido, opuseram-se a esta anexação, temendo que os Estados Unidos se tornassem demasiado poderosos. Por dez anos, o Texas continuou a ser um país independente. Durante este período, a população do Texas cresceu consideravelmente. Um estado predominantemente agrícola – por isso a favor da escravidão – o Texas criou uma lei chamada Homestead Act, que impedia que fazendas fosse vendidas em troca do pagamento de dívidas. Esta lei posteriormente espalhou-se para vários estados americanos.

## 1845-1900
Em 29 de dezembro de 1845, o Texas foi anexado pelos Estados Unidos, tornando-se o 28° Estado americano. O México rompeu relações diplomáticas com os Estados Unidos. Por causa de disputas territoriais sobre o Texas e em outros territórios e Estados americanos – particularmente, a Califórnia –, o México declarou guerra aos Estados Unidos em 1846, desencadeando a Guerra Mexicano-Americana, tendo sido derrotado dois anos depois. Sob os termos do Tratado de Guadalupe Hidalgo, o México cedeu uma grande área para os Estados Unidos, bem como parou com as disputas territoriais sobre o Texas.
Após a guerra, o Texas reivindicou muito das áreas que foram cedidas pelo México. Ainda em 1850, o governo dos Estados Unidos pagou ao Texas dez milhões de dólares - que foram usados pelo governo do Texas primariamente para o pagamento de dívidas já existentes - em um tratado na qual o Texas parava com estas disputas territoriais. Além disso, áreas ao norte do Texas foram divididas, e anexadas por outros Estados americanos. O Texas reorganizou-se em 89 condados diferentes, e prosperou economicamente, atraindo assim vários imigrantes, especialmente alemães.
Em 1861, o abolicionista Abraham Lincoln foi eleito Presidente dos Estados Unidos. Tanto o governo quanto a maioria da população do Texas apoiavam a secessão, e no mesmo ano, o Estado separou-se da União, juntando-se aos Estados Confederados da América. Alguns meses depois, a Guerra Civil Americana teve início. O Texas serviu primariamente como fornecedor de matérias-primas para a Confederação, e cerca de 50 mil soldados do Texas lutaram contra forças nortistas, muitos deles veteranos da Guerra Mexicano-Americana. Os Estados Unidos tentaram por diversas vezes invadir e conquistar o Texas, mas não tiveram sucesso. Em 1865, com o fim da guerra, o Texas, agora rebaixado à categoria de território, foi governado por um governo militar. Em 30 de março de 1870, o Texas foi readmitido como um Estado dos Estados Unidos.
A pecuária tornou-se uma das principais fontes de renda do estado após o fim da guerra de secessão – de início no nordeste do Estado, a prática da pecuária espalhou-se gradativamente para o resto do Estado. Constantes ataques indígenas e a assimilação de vários aspectos da cultura mexicana por parte da população do Texas foram uma das razões da popularização dos cowboys no Estado - que em espanhol significa vaqueros - homens que guiavam e defendiam, ao mesmo tempo, as manadas de bovinos e equinos, dos ladrões e dos ataques indígenas.
Ao final do século XIX, o Texas já tinha uma malha ferroviária eficiente e de grande extensão. Esta malha ferroviária ajudou no povoamento do oeste americano ao longo das primeiras décadas do século XX. Em 1900, um furacão abateu-se sobre o Estado, causando grandes prejuízos e matando mais de seis mil pessoas.

## 1900 -1945
Ao longo das primeiras décadas do século XX, o Texas continuou a expandir sua malha ferroviária, bem como iniciou uma expansão em grande escala de estradas.
Em 1901, petróleo foi descoberto no Texas. Esta descoberta fez com que o Estado passasse de um estado agrário a um Estado majoritamente industrial. A descoberta do petróleo gerou várias mudanças na economia do Texas; novos portos foram construídos, e portos já existentes foram ampliados, e várias refinarias e fábricas foram construídas no Estado, tanto que entre 1900 e 1910, o valor dos produtos fabricados no Texas havia duplicado. Além disso, a industrialização do Estado gerou um fluxo de migração, das áreas rurais em direção às cidades. Em 1900, apenas um décimo da população do estado vivia em cidades. Em 1920, um terço da população do Texas vivia em cidades. San Antonio tornou-se a maior cidade do Estado, com seus 120 mil habitantes, em 1926. A economia do Estado passou a ser de vital importância com o início da Primeira Guerra Mundial - o petróleo produzido em Texas tornou-se uma matéria-prima indispensável para os esforços de guerra dos Estados Unidos e seus aliados.
Em 1925, Miriam Ferguson tornou-se a segunda mulher a subir ao posto de governador de um estado dos Estados Unidos. Com o advento do automobilismo, o Texas iniciou a massiva construção de rodovias ao longo do Estado. Durante a década de 1930, com a Grande Depressão, a construção de rodovias ajudou a minimizar os efeitos da grande recessão econômica. Além disso, foram implementados nesta década pensões para aposentados e programas de ajuda social.
Mais de um milhão de soldados americanos realizaram seu treinamento em Texas, com o advento da Segunda Guerra Mundial. Um dos destaques da guerra é o Tenente Audie Murphy, o soldado americano mais condecorado por suas ações em guerra de toda a história militar do país.

## 1945 - Tempos atuais
Após o fim da Segunda Guerra Mundial, o Texas passou por um rápido processo de industrialização, que tornou de vez a população do Estado predominantemente urbana. Diaramente, centenas de pessoas - especialmente os jovens - migravam dos campos para as cidades. Em 16 de abril de 1947, em um dos piores acidentes da história dos Estados Unidos, um navio francês, transportando produtos químicos altamente explosivos, explodiu no porto de Texas City, matando aproximadamente 500 pessoas.
Também após o fim da guerra, grandes reservas de petróleo foram descobertas nas águas do Golfo do México, próximas ao litoral do Texas. Em 1950, a Suprema Corte dos Estados Unidos julgou que tais águas não faziam parte do Texas, após a entrada desta na União, mas sim, pertenciam diretamente ao governo americano. O governo americano assim fez porque isto significaria em menor dependência do governo americano em relação ao Texas. Mas a opinião pública negativa e pressões do governo do Texas fizeram com que o governo americano revisse este julgamento em 1953. O petróleo localizado no Golfo do México promoveu o rápido crescimento de Houston que se tornou a maior cidade do Estado desde então.
O Texas enfrentou grandes problemas raciais ao longo da década de 1950 e de 1960. Até então, o sistema educacional do estado seguia uma política de segregação racial. Em 1954, a Corte Suprema dos Estados Unidos julgou que esta política era inconstitucional. Gradualmente, até o fim da década de 1960, o Texas integrou seus sistemas educacionais. Em 1953, o texano Dwight D. Eisenhower tornou-se o primeiro sulista a tornar-se Presidente dos Estados Unidos, após o fim da Guerra Civil Americana. Ike (como também era conhecido) também foi o comandante-chefe das Forças Aliadas durante a Segunda Guerra Mundial e liderou as tropas aliadas na famosa Operação Overlord, o famoso Dia D.
O Texas teve um importante papel no programa espacial dos Estados Unidos. O quartel-general da NASA foi construído em Houston, em 1964. Em 1969, engenheiros e cientistas da NASA ajudaram os astronautas da missão Apollo 11 em sua missão rumo à Lua, rivalizando-se com o programa espacial da URSS. A indústria aeroespacial passou a ganhar gradualmente maior importância na economia do Estado.
Na década de 1970, a imigração mexicana para os Estados Unidos passou a aumentar gradativamente. Muitos dos mexicanos – vários deles imigrantes ilegais – instalaram-se em Texas. A imigração de hispânicos fez com que, no final da década de 1980, o Texas ultrapassasse em população o Estado americano de Nova Iorque. A grande população do Texas e a forte economia do Estado passaram a aumentar a importância política do Texas no país. Em 1988, o texano George Herbert Walker Bush foi eleito presidente dos Estados Unidos. Posteriormente, em 2000, o então governador do Texas, George Walker Bush, filho de Herbert Bush, foi eleito presidente do país. Em 2004, Bush filho foi reeleito.